# Sidney Franklin (torero)
Pour les articles homonymes, voir Sidney Franklin.
Sidney Frumkin dit « Sidney Franklin », né à New York (États-Unis) le 11 juillet 1903, mort à New York le 26 avril 1976, est un matador américain.

## Présentation
Fasciné par la tauromachie, il va d'abord faire son apprentissage au Mexique en 1922. Puis il traverse l'Atlantique pour se perfectionner en Espagne. Ses premiers contrats lui sont offerts à Séville le 9 juin 1929 devant des novillos de Rufino Moreno Santamaría. Il se présente le 25 juillet de la même année à Madrid.
Né de parents juifs, il est obligé de quitter l'Europe pendant la guerre, mais dès 1945, il revient en Espagne où il reçoit l'alternative, à l'âge de quarante ans, le 18 juillet 1945 à Madrid, avec pour parrain, « El Estudiante » et pour témoin, « Morenito de Talavera », face à des taureaux de la ganadería de Sánchez Fabrés.
Il se retire ensuite dans son pays et meurt à New York en 1976.
Ernest Hemingway cite son élégance à la cape dans son roman Mort dans l'après-midi.
Franklin a été également acteur dans des pièces de boulevard, chanteur, acrobate. 